# Matthias Seier
Matthias Seier (* 1993 im Münsterland) ist ein deutscher Dramaturg.

## Leben
Matthias Seier wuchs in Heiden im Westmünsterland auf und legte sein Abitur 2013 an der katholischen Privatschule Gymnasium der Mariannhiller Missionare in Maria Veen ab. Anschließend studierte er Kultur- und Literaturwissenschaften sowie Soziologie an der Technischen Universität Dortmund. Ab 2014 wurde er Assistent der Dramaturgie und ab 2018 Dramaturg am Schauspiel Dortmund in der Intendanz von Kay Voges. Hier arbeitete er eng mit dem Dramaturgen Alexander Kerlin zusammen und war an mehreren Stückentwicklungen als Co-Autor beteiligt. Weitere Arbeiten führten ihn ans Berliner Ensemble, das Deutsche Schauspielhaus Hamburg und die Volksbühne am Rosa-Luxemburg-Platz. 2020 erfolgte der Wechsel mit Kay Voges ans Volkstheater (Wien), wo er u. a. seine Zusammenarbeit mit der Regisseurin Claudia Bauer und dem Regisseur Calle Fuhr intensivierte und als Kurator und Moderator von Diskursveranstaltungen in Erscheinung trat, u. a. in Zusammenarbeit mit Natascha Strobl und Elias Hirschl.
Matthias Seier lebt in Wien. Seine Arbeiten wurden zwei Mal zum Berliner Theatertreffen eingeladen.

## Auszeichnungen
- 2019: Berliner Theatertreffen mit Das Internat von Alexander Kerlin und Matthias Seier (Regie: Ersan Mondtag, Schauspiel Dortmund)[1]
- 2022: Berliner Theatertreffen mit humanistää! nach Ernst Jandl (Regie: Claudia Bauer, Volkstheater Wien)[2]

## Arbeiten (Auswahl)
- 2016: In Ewigkeit Ameisen von Wolfram Lotz (Regie: Wiebke Rüter, Schauspiel Dortmund)
- 2016: Heimliche Helden – Anatomie eines Großraumbüros (Regie: Julia Schubert, Schauspiel Dortmund)
- 2018: hell / Ein Augenblick von Kay Voges und Ensemble (Regie: Kay Voges, Schauspiel Dortmund, Megastore)[3]
- 2018: Das Internat von Alexander Kerlin und Matthias Seier (Regie: Ersan Mondtag, Schauspiel Dortmund)
- 2018: Der Theatermacher von Thomas Bernhard (Regie: Kay Voges, Schauspiel Dortmund)[4]
- 2018: Ein bisschen Ruhe vor dem Sturm von Theresia Walser (Regie: Thorsten Bihegue, Schauspiel Dortmund)
- 2018: Die Parallelwelt von Alexander Kerlin, Eva Verena Müller und Kay Voges (Regie: Kay Voges, Schauspiel Dortmund und Berliner Ensemble)[5]
- 2019: Echte Liebe – Ein Stück des Dortmunder Sprechchors über Fußball und heimliches Begehren von Laura N. Junghanns und Matthias Seier (Regie: Laura N. Junghanns, Schauspiel Dortmund)
- 2019: Stadt der Blinden von José Saramago in einer Fassung von Matthias Seier (Regie: Kay Voges, Deutsches Schauspielhaus Hamburg)[6]
- 2019: Im Irrgarten des Wissens von Thorleifur Örn Arnasson und Ensemble (Regie: Thorleifur Örn Arnasson, Schauspiel Dortmund)[7]
- 2019: PLAY: Möwe / Abriss einer Reise frei nach Anton Tschechow (Regie: Kay Voges, Schauspiel Dortmund)
- 2019: Don’t be evil. von Kay Voges und Ensemble (Regie: Kay Voges, Volksbühne am Rosa-Luxemburg-Platz)[8]
- 2019: Der Widersacher von Emmanuel Carrère (Regie: Ed. Hauswirth, Schauspiel Dortmund)[9]
- 2021: Einsamen Menschen von Gerhart Hauptmann (Regie: Kay Voges, Jan Friedrich und Ensemble, Volkstheater Wien)[10]
- 2022: humanistää! – eine abschaffung der sparten nach Ernst Jandl (Regie: Claudia Bauer, Volkstheater Wien)
- 2022: Faust von Johann Wolfgang von Goethe (Regie: Kay Voges, Volkstheater Wien)[11]
- 2022: Der Würgeengel – El ángel exterminador nach dem Film von Louis Buñuel (Regie: Sebastian Baumgarten, Volkstheater Wien)[12]
- 2022: Die Scham von Annie Ernaux für die Bühne bearbeitet von Matthias Seier (Regie: Ed. Hauswirth, Volkstheater Wien)[13]
- 2023: Öl! frei nach dem Roman von Upton Sinclair (Regie: Sascha Hawemann, Volkstheater Wien)[14]
- 2023: Malina von Ingeborg Bachmann in einer Bühnenfassung von Claudia Bauer und Matthias Seier (Regie: Claudia Bauer, Volkstheater Wien)[15]
- 2023: Die Redaktion von Calle Fuhr in Kooperation mit Dossier (Regie: Calle Fuhr, Volkstheater Wien)[16]
- 2023: Aufstieg und Fall des Herrn René Benko von Calle Fuhr in Kooperation mit Dossier (Regie Calle Fuhr, Volkstheater Wien)[17]
- 2023: Die Wand // Wandbefall von Elfriede Jelinek mit einer Fortsetzung von Olivia Axel Scheucher (Regie: Olivia Axel Scheucher, Volkstheater Wien)
- 2024: Die Angestellten von Olga Ravn (Regie: Alexander Giesche, Volkstheater Wien)[18]
- 2024: Bullet Time – Die Erfindung des Kinos aus dem Geiste eines Mörders von Alexander Kerlin (Regie: Kay Voges, Volkstheater Wien)[19]